# Danielle Nolte
Danielle Nolte (11 gennaio 2002) è una lunghista sudafricana, quattro volte campionessa nazionale assoluta tra il 2022 e il 2025.

## Biografia
Dopo aver conquistato il suo primo titolo di campionessa sudafricana assoluta del salto in lungo, nel 2022 prende parte ai campionati africani di Saint-Pierre, dove si classifica sesta. Alla successiva edizione di Doula 2024 riesce a guadagnare la medaglia di bronzo, sempre nel salto in lungo.

## Progressione

### Salto in lungo
| Stagione | Misura            | Luogo            | Data      | Rank. Mond. |
| -------- | ----------------- | ---------------- | --------- | ----------- |
| 2025     | 6,56 m (+1,3 m/s) | Johannesburg     | 19-3-2025 |             |
| 2024     | 6,61 m (+0,3 m/s) | Pietermaritzburg | 20-4-2024 |             |
| 2023     | 6,50 m (0,0 m/s)  | Pretoria         | 25-2-2023 |             |
| 2022     | 6,37 m (+0,5 m/s) | Bloemfontein     | 16-3-2022 |             |
| 2020     | 6,05 m (+0,9 m/s) | Pretoria         | 7-3-2020  |             |
| 2019     | 5,80 m (+0,1 m/s) | Paarl            | 30-3-2019 |             |
| 2018     | 5,50 m (+0,3 m/s) | Paarl            | 7-4-2018  |             |
| 2017     | 5,52 m (0,0 m/s)  | Pretoria         | 18-3-2017 |             |

### Salto triplo
| Stagione | Misura             | Luogo    | Data      | Rank. Mond. |
| -------- | ------------------ | -------- | --------- | ----------- |
| 2024     | 13,17 m (-0,2 m/s) | Pretoria | 10-2-2024 |             |
| 2020     | 12,26 m (-0,1 m/s) | Pretoria | 14-3-2020 |             |
| 2019     | 11,90 m (+1,0 m/s) | Paarl    | 29-3-2019 |             |
| 2018     | 11,60 m (-0,4 m/s) | Paarl    | 6-4-2018  |             |
| 2017     | 11,55 m (-1,7 m/s) | Pretoria | 2-12-2017 |             |

## Palmarès

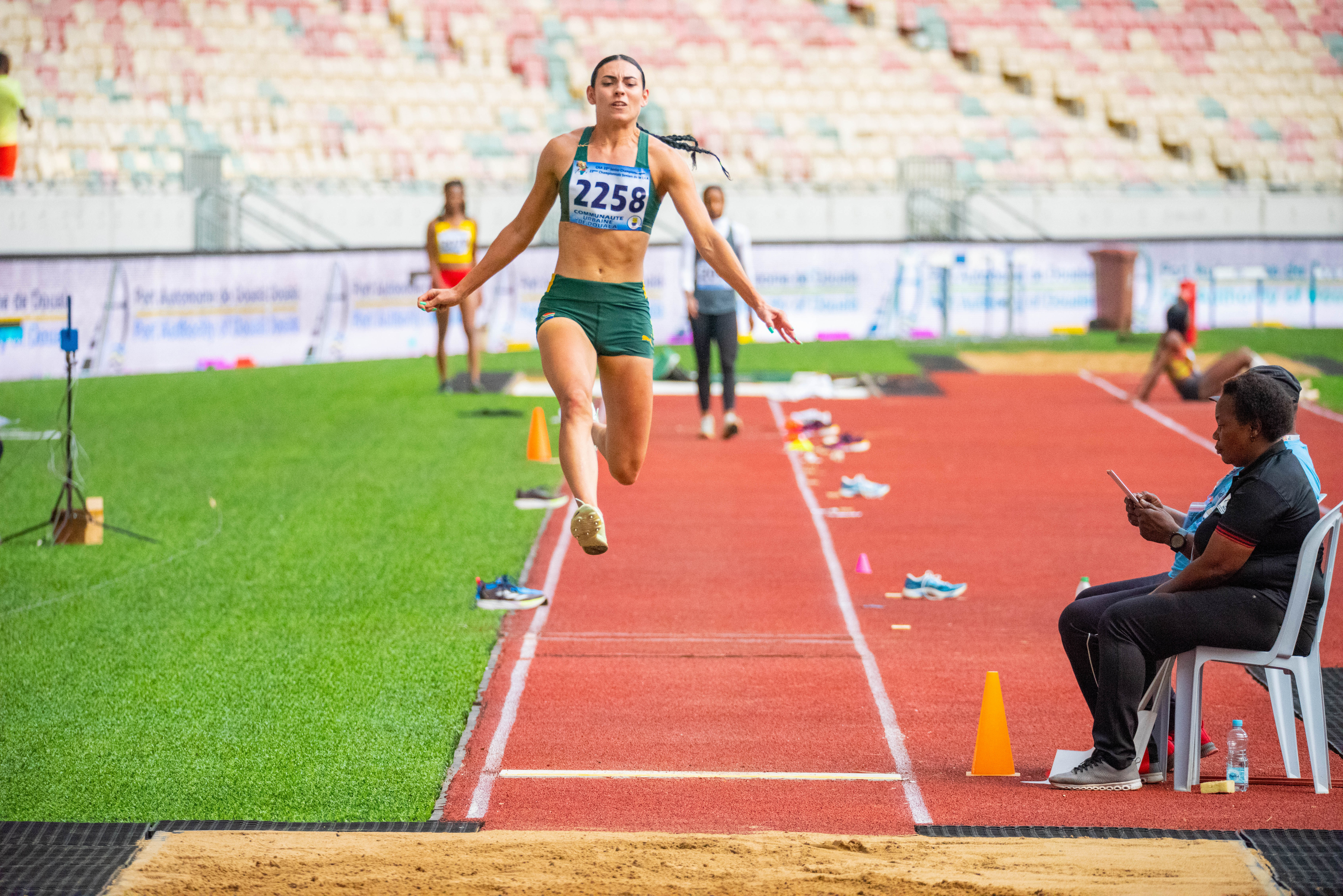
Danielle Nolte durante un salto ai campionati africani di Douala 2024.

| Anno | Manifestazione      | Sede         | Evento         | Risultato | Prestazione       | Note |
| ---- | ------------------- | ------------ | -------------- | --------- | ----------------- | ---- |
| 2022 | Campionati africani | Saint-Pierre | Salto in lungo | 6ª        | 6,09 m (+2,0 m/s) |      |
| 2024 | Campionati africani | Douala       | Salto in lungo | Bronzo    | 6,44 m (+0,6 m/s) |      |

## Campionati nazionali
- 4 volte campionessa sudafricana assoluta del salto in lungo (2022, 2023, 2024, 2025)
- 1 volta campionessa sudafricana under 23 del salto in lungo (2024)

2018
- 9ª ai campionati sudafricani assoluti, salto in lungo - 5,14 m (vento: -1,2 m/s)
- 8ª ai campionati sudafricani assoluti, salto triplo - 11,35 m (vento: -2,4 m/s)
- 7ª ai campionati sudafricani under 18/20, salto in lungo - 5,50 m (vento: +0,3 m/s)
- 5ª ai campionati sudafricani under 18/20, salto triplo - 11,60 m (vento: -0,4 m/s)

2019
- 4ª ai campionati sudafricani under 18, salto in lungo - 5,80 m (+0,1 m/s)
- Argento ai campionati sudafricani under 18, salto triplo - 11,90 m (vento: +1,0 m/s)
- 6ª ai campionati sudafricani assoluti, salto in lungo - 5,75 m (vento: -0,1 m/s)
- 10ª ai campionati sudafricani assoluti, salto triplo - 11,73 m (vento: +1,0 m/s)

2022
- Oro ai campionati sudafricani assoluti, salto in lungo - 6,22 m (vento: +0,9 m/s)

2023
- Oro ai campionati sudafricani assoluti, salto in lungo - 6,31 m (vento: -1,0 m/s)

2024
- Argento ai campionati sudafricani under 23, 100 m piani - 11"71 (vento: +0,6 m/s)
- Oro ai campionati sudafricani under 23, salto in lungo - 6,42 m (vento: +1,5 m/s)
- Oro ai campionati sudafricani assoluti, salto in lungo - 6,61 m (vento: +0,3 m/s)

2025
- Oro ai campionati sudafricani assoluti, salto in lungo - 6,21 m (vento: -0,6 m/s)